# HSV-2 Swift
Le HSV-2 Swift est un navire à grande vitesse de type catamaran « perce-vagues » (en anglais wave-piercing). Il a été construit par Incat Group of Companies à Hobart en Tasmanie qui est un fabricant de ferry rapide. Il a été loué par la Marine américaine et a servi entre autres comme navire anti-mines de 2003 à fin 2013.

## Histoire

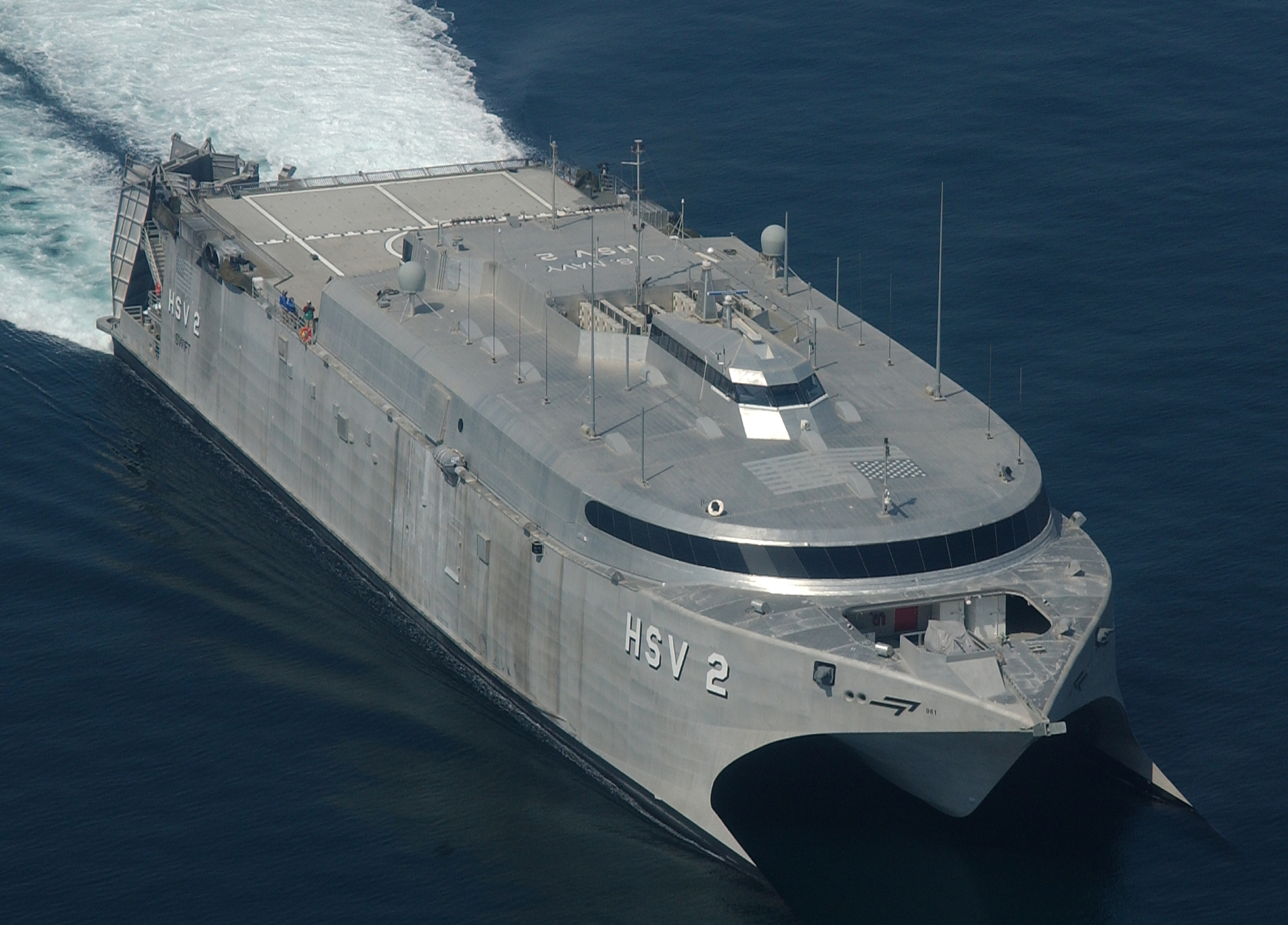
HSV-2 Swift.

C'est le quatrième catamaran perce-vagues qui sert à titre militaire après le HMAS Jarvis Bay, le TSV-1X Spearhead  et le HSV-X1 Joint Venture.
Modèle dérivé des catamarans commerciaux, comme le Condor Rapide de la compagnie Condor ferries, il a subi les améliorations nécessaires pour servir militairement. Un pont porte-hélicoptères y a été adapté, ainsi que le renforcement du pont à véhicules. Il peut transporter plus de 600 tonnes de frets divers pour une surface de 2 670 mètres carrés.
Son contrat de location étant terminé fin 2013. Incat le vend en juillet 2015 à la National Marine Dredging Company des Émirats arabes unis qui l'utilise, entre autres pour le transport de troupes et matériels dans l’opération Restaurer l'espoir au Yémen.
Le 1er octobre 2016, il est gravement endommagé au large du Yémen lors d'une attaque à 3 h du matin par un missile antinavire C-802 ou Noor explosant sur la proue à tribord et déclenchant un violent incendie puis de tirs d'armes légères par des Houtis depuis des petits navires et l'équipage civil de 24 hommes d'origine polonaise, ukrainienne et indienne entre autres, dont officiellement trois sont blessés, a dû évacuer le navire après la fin d'une fusillade d'un quart d'heure pour être secouru,,.

## Sources
- (en) Cet article est partiellement ou en totalité issu de l’article de Wikipédia en anglais intitulé « HSV-2 Swift » (voir la liste des auteurs).